# 9308 Рендіроуз
9308 Рендіроуз (9308 Randyrose) — астероїд головного поясу, відкритий 21 вересня 1987 року.
Тіссеранів параметр щодо Юпітера — 3,489.